# Martin Landau

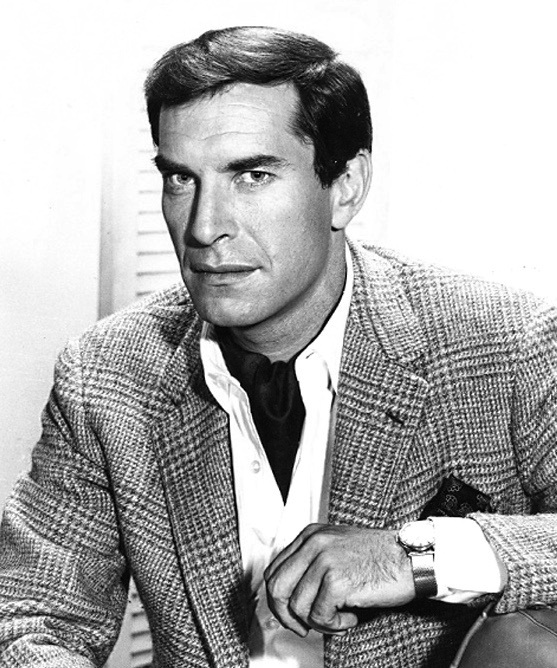
Martin Landau în Misiune Imposibilă

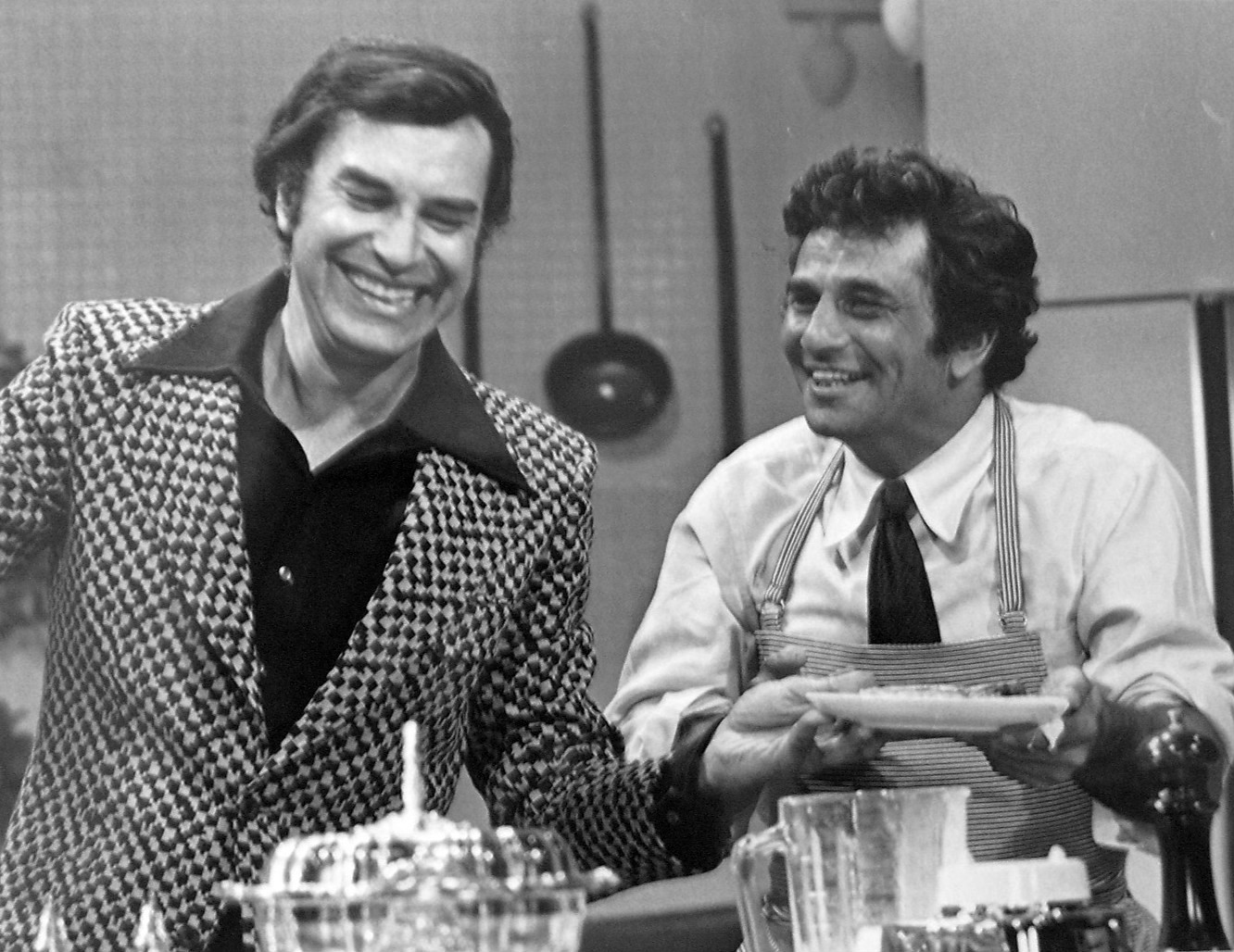
Martin Landau și Peter Falk - Columbo, 1973

Martin Landau (n. 20 iunie 1928, New York City, New York, SUA – d. 15 iulie 2017, Los Angeles, California, SUA) a fost un actor american de film și televiziune.

## Biografie
S-a născut pe 20 iunie 1928. Și-a început cariera în 1950. Filmele din primii ani ai carierei sale au purtat semnătura lui Alfred Hitchcock. Au continuat rolurile din seria de televiziune Misiune Imposibilă, pentru care a fost nominalizat la premiile Emmy. Primul său premiu, Golden Globe, l-a primit pentru filmul Tucker: The Man and His Dream. Tot acum a venit și prima nominalizare la Premiile Oscar, pentru Cel mai bun actor într-un rol principal, dar și pentru rolul din filmul Delicte și fărădelegi (1989). A fost apreciat și a câștigat trei premii premiu pentru cea mai bună interpretare masculină în filmul Ed Wood (1994). A continuat să fie printre cei mai bine cotați actori americani de la Hollywood din generația sa.
S-a născut într-o familie de evrei americani din New York, ca fiul Selmei și lui Morris Landau (austriac la origine). La vârsta de 17 ani a început să își câștige primii săi bani, lucrând la ziarul Daily News, pe partea de DTP. Exemplul său actoricesc a fost Charlie Chaplin. A urmat cursurile Actors Studio și a devenit bun prieten cu legendarii James Dean și Steve McQueen. Și-a făcut debutul pe Broadway în producția Middle of the Night. Mentorul său a fost Lee Strasberg, care l-a încurajat să aibă încredere în talentul său. A fost profesor pentru mari actori precum Jack Nicholson sau Anjelica Huston.

## Filmografie
- La nord, prin nord-vest (1959)
- Viața lui Iisus (1965)
- Delicte și fărădelegi (1989)